# Espagne aux Jeux olympiques d'hiver de 1956
Cet article contient des informations sur la participation et les résultats de l'Espagne aux Jeux olympiques d'hiver de 1956, qui ont eu lieu à Cortina d'Ampezzo en Italie. 

## Résultats

### Bobsleigh
| Traîneau | Athlètes                                              | Épreuve    | Manche 1      | Manche 1 | Manche 2      | Manche 2 | Manche 3      | Manche 3 | Manche 4      | Manche 4 | Total         | Total |
| Traîneau | Athlètes                                              | Épreuve    | Temps         | Rang     | Temps         | Rang     | Temps         | Rang     | Temps         | Rang     | Temps         | Rang  |
| -------- | ----------------------------------------------------- | ---------- | ------------- | -------- | ------------- | -------- | ------------- | -------- | ------------- | -------- | ------------- | ----- |
| SPA      | Alfonso de Portago Vicente Sartorius y Cabeza de Vaca | Bob à deux | 1 min 24 s 81 | 7        | 1 min 23 s 77 | 3        | 1 min 24 s 03 | 3        | 1 min 24 s 99 | 5        | 5 min 37 s 60 | 4     |

| Traîneau | Athlètes                                                                         | Épreuve      | Manche 1      | Manche 1 | Manche 2      | Manche 2 | Manche 3      | Manche 3 | Manche 4      | Manche 4 | Total         | Total |
| Traîneau | Athlètes                                                                         | Épreuve      | Temps         | Rang     | Temps         | Rang     | Temps         | Rang     | Temps         | Rang     | Temps         | Rang  |
| -------- | -------------------------------------------------------------------------------- | ------------ | ------------- | -------- | ------------- | -------- | ------------- | -------- | ------------- | -------- | ------------- | ----- |
| SPA      | Alfonso de Portago Vicente Sartorius y Cabeza de Vaca Gonzalo Taboada Luis Muñoz | Bob à quatre | 1 min 18 s 87 | 7        | 1 min 19 s 27 | 10       | 1 min 21 s 37 | 17       | 1 min 19 s 98 | 6        | 5 min 19 s 49 | 9     |

### Patinage artistique

#### Hommes
| Athlète        | FI | PL | Points | Places | Rang final |
| -------------- | -- | -- | ------ | ------ | ---------- |
| Darío Villalba | 14 | 16 | 127,30 | 128    | 14         |

### Ski alpin

#### Hommes
| Athlète             | Épreuve      | Manche 1     | Manche 1 | Manche 2     | Manche 2 | Total        | Total |
| Athlète             | Épreuve      | Temps        | Rang     | Temps        | Rang     | Temps        | Rang  |
| ------------------- | ------------ | ------------ | -------- | ------------ | -------- | ------------ | ----- |
| Jaime Talens        | Descente     |              |          |              |          | Disqualifié  | –     |
| Luis Molné          | Descente     |              |          |              |          | 4 min 08 s 9 | 37    |
| Francisco Viladomat | Descente     |              |          |              |          | 4 min 02 s 1 | 36    |
| Luis Molné          | Slalom géant |              |          |              |          | Disqualifié  | –     |
| Jaime Talens        | Slalom géant |              |          |              |          | 4 min 52 s 2 | 83    |
| Francisco Viladomat | Slalom géant |              |          |              |          | 4 min 08 s 7 | 68    |
| Luis Arias          | Slalom géant |              |          |              |          | 3 min 47 s 1 | 53    |
| Francisco Viladomat | Slalom       | Disqualifié  | –        | –            | –        | Disqualifié  | –     |
| Luis Molné          | Slalom       | 2 min 45 s 5 | 58       | 3 min 07 s 5 | 56       | 5 min 53 s 0 | 56    |
| Jaime Talens        | Slalom       | 2 min 25 s 7 | 55       | 2 min 38 s 5 | 48       | 5 min 04 s 2 | 52    |
| Luis Arias          | Slalom       | 1 min 51 s 7 | 39       | 2 min 21 s 1 | 32       | 4 min 12 s 8 | 31    |